# Хемар, Марьян
Марьян Хемар (пол. Marian Hemar, настоящая фамилия — Хешелес; 6 апреля 1901, Лемберг, Австро-Венгрия — 11 февраля 1972, Доркинг, Великобритания) — польский поэт-песенник, писатель-сатирик, драматург, переводчик и журналист. Публиковался под псевдонимами Jan Mariański, Marian Wallenrod и другими.

## Биография
Родился в Лемберге, в зажиточной еврейской семье. Отец — врач Исаак Мендл (Игнаций) Хешелес, мать — Бася (Берта) Лем. Двоюродный брат писателя-фантаста Станислава Лема (мать поэта и отец Лема были родными братом и сестрой); племянник Генрика Хешелеса (1886—1942) — главного редактора еврейской газеты «Chwila» (1920—1939). Изучал медицину и философию в Университете Яна Казимира. В 1924 году переехал в Варшаву, где быстро приобрёл известность как автор постановок кабаре Qui Pro Quo. Писал также для кабаре Banda, Morskie Oko и Cyrulik Warszawski (Варшавский цирюльник), скетчи для польского радио, серию еврейских шуточных монологов «шмонцес» и политическую сатиру с Юлианом Тувимом и Антонием Слонимским.
В период до начала Второй мировой войны он создал около 1200 популярных песен, в том числе шлягеры «Kiedy znów zakwitną białe bzy», «Czy pani Marta jest grzechu warta», «Ten wąsik», «Nikt, tylko ty», «Może kiedyś innym razem», «Upić się warto», «Jest jedna, jedyna» и другие.
После начала Второй мировой войны в 1939 году бежал в Румынию, а оттуда в подмандатную Палестину. Воевал в составе Автономной бригады карпатских стрелков на египетском фронте. Организовал польский театр для военнослужащих в Тобруке. В 1942 году поселился в Лондоне.
В 1953—1969 годах работал в польском секторе Радио «Свобода».
Умер 11 февраля 1972 года в Доркинге. Похоронен на кладбище в Колдхарборе примерно в 3 км от Лейт-Хилла.
Его женой была актриса  Мария Модзелевская.